# 山村亮

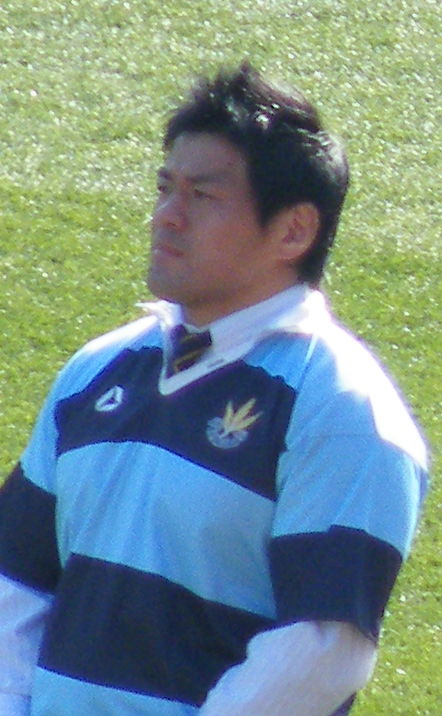
山村亮

山村　亮（やまむら りょう、1981年8月9日 - ）は、 日本の元ラグビー選手。現在ジャパンラグビーリーグワンクリタウォーターガッシュ昭島のスクラムコーチ兼FWアドバイザーを務めている。妻は静岡放送フリーアナウンサーの渡辺愛。

## プロフィール
- 佐賀県武雄市出身。
- ポジションはプロップ(PR)。
- 身長 186 cm、体重 120 kg
- 日本代表通算キャップ数は39。
- ニックネームはリョウ。
- 妻はフリーアナウンサーの渡辺愛

## 来歴
佐賀工業高校3年時に高校日本代表に選出され、ウェールズ・フランス遠征に参加。
関東学院大学では、3年時の2003年にワールドカップ日本代表に学生で唯一選出され、4年次には主将を務め、大学選手権優勝に貢献。
卒業後、ヤマハ発動機ジュビロに加入。一年目から活躍し2004年度トップリーグベストフィフティーンに選出される。
2007年、ワールドカップに出場するジャパンの最終メンバーに選出され２大会連続で出場。
2008年4月、ヤマハ発動機ジュビロ主将に就任する。
2010年9月、トップリーグ通算100試合出場達成。
2016年12月、トップリーグ通算150試合出場達成。
2021年、現役を引退した。

## ラグビーとの出会い
武雄中学校時代に相撲部主将として県大会で優勝。大相撲の九重部屋など複数の部屋に勧誘されるほど当時から体格に恵まれており、佐賀工業高校ラグビー部の小城博監督の目にとまった。
中3の秋から熱心に入部の誘いを受けていたが、本人曰く「全く行く気はなかった」が、1997年1月3日の準々決勝をスタンドから観戦。
大阪府の強豪・啓光学園高校の一戦。佐賀工が21点差をはね返し、残り5分で同点に追いつく展開の試合を見て、入学を決めた。